# Bad Sülze

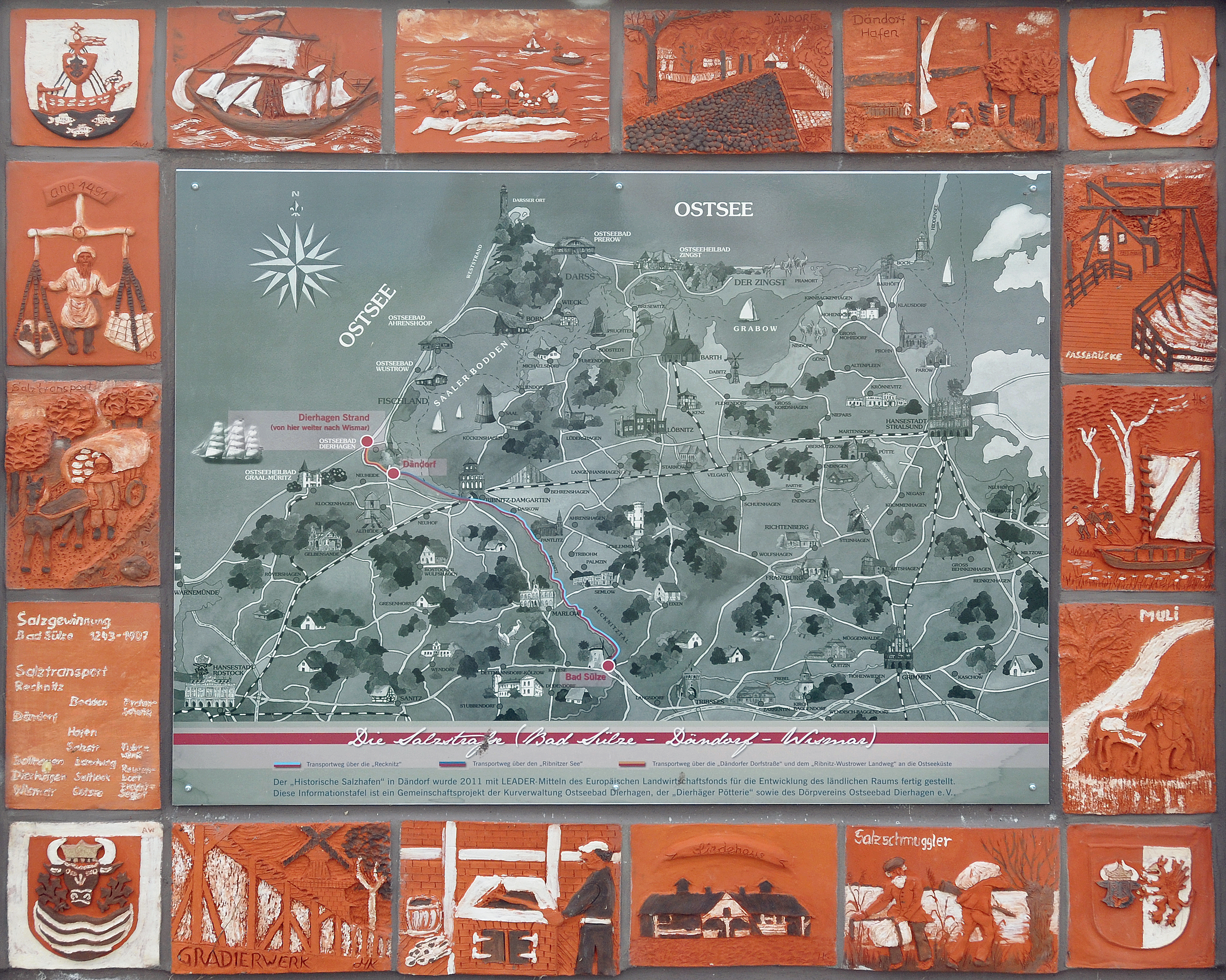
Die Salzstraße von Bad Sülze über Dändorf nach Wismar in den Jahren 1243 bis 1907.

Bad Sülze (bis 1927 Sülze, im 19. Jahrhundert auch Sülz) ist eine mecklenburgische Landstadt im Landkreis Vorpommern-Rügen in Mecklenburg-Vorpommern, Deutschland. Seit 1927 ist die Stadt ein anerkannter Kurort und bildet für ihre Umgebung ein Grundzentrum. Verwaltet wird sie durch das Amt Recknitz-Trebeltal.

## Geografie

### Geografische Lage
Bad Sülze grenzt an die Städte Marlow im Nordwesten und Tribsees im Südosten. Im Westen bildet die Gemeinde Dettmannsdorf die Grenze, im Süden die Gemeinde Lindholz und im Norden die Gemeinde Eixen.

### Stadtgliederung
Die Stadt Bad Sülze besteht aus den Ortsteilen Bad Sülze und Redderstorf.

### Flora und Fauna
Geprägt wird das Gebiet durch die Recknitz- und Trebelniederungen mit vielen Naturschutzgebieten.
Von besonderem Wert ist das zwischen Bad Sülze und Tribsees gelegene Grenztalmoor. Hier kommen vegetationskundliche Raritäten wie Fadenwurzelige Segge, Rauschbeere, Krähenbeere, Glockenheide, Siebenstern, Königsfarn, Breitblättrige Stendelwurz und Kleiner Klappertopf vor. Aber auch ornithologische Besonderheiten wie Graureiher, Wachtelkönig, Schreiadler, Sprosser, Waldschnepfe (zur Brutzeit) und Rotkehlchen kommen vor. Das Recknitztal bei Bad Sülze ist daher Vogelschutzgebiet im Rahmen des Programms Natura 2000 der Europäischen Union.

## Geschichte
Durch Grabungen auf der Redderstorfer Flur ist eine Besiedlung der Gegend von der Jungsteinzeit über Bronze- und Slawenzeit bis zum Mittelalter belegt.

### Mittelalter
Sülze ist der Ort an der Salzquelle. Salinen sind bereits vor 1229 belegt. Um 1229 wurde bezeugt, dass es am Ort Solequellen gab.
1243 erhielt das Kloster Doberan das Recht, in Sulta (lat. salina) Salz zu sieden. Der niederdeutsche Ortsname veränderte sich 1287 in Sulte, 1301 in Sulten und später in Sülte  und Sülze. Das Salzmuseum zeugt heute noch von dem Ortsnamen.
Der Ort erhielt zwischen 1255 und 1260 das Stadtrecht durch die Fürsten von Rostock, und 1287 wurde er als civitas erwähnt. Die erste Nachricht von der Kirche zu Sülze stammt von 1276. Ein Stadtsiegel ist erstmals 1289 unter einer in Stralsund ausgestellten Urkunde zu finden. Fürst Nikolaus von Mecklenburg-Rostock stellte 1298 die Stadt unter lübisches Recht und verlegte die Gerichtsbarkeit von Marlow nach Sülze, das nunmehr Sitz eines Vogts war. Von 1488 bis 1768 stand die Stadt unter adliger „Vormundschaft“. Dann wurde Sülze Landstadt in Mecklenburg und war als solche eine der Städte im Wendischen Kreis, die bis 1918 auf mecklenburgischen Landtagen der 1523 vereinten Landstände vertreten waren. 1599 gründete Henricus Calander die erste Schule in Sülze.

### 16. bis 19. Jahrhundert
Der Dreißigjährige Krieg zerstörte die Stadt bis auf wenige Häuser. Das 1620 erbaute Gradierwerk musste seine Produktion einstellen. Nur langsam erholte sich die Stadt von den Folgen des Krieges. 1744 wurde die Saline an Jacob Sigismund Waitz von Eschen verpachtet. Von großen Erfolgen für die Saline war die Zeit von 1807 bis 1830 geprägt. Der Prahmkanal wurde gebaut und die Saline 1816 von der großherzoglichen Landesregierung übernommen. In der Stadt lebten zum damaligen Zeitpunkt 1600 Menschen.
1822 wurden erste Solekuren verabreicht und 1824 mit der Großherzoglichen Soolbadeanstalt (Kurhaus) der institutionelle Kurbetrieb aufgenommen. Schon um 1850 wurden etwa 2500 Einwohner gezählt. 1895 erhielt Sülze Bahnanschluss. Die Friedrich-Franz-Bahn fuhr von Rostock über Sülze nach Tribsees. Wegen Unwirtschaftlichkeit wurde die Salzproduktion 1907 eingestellt und die letzte Fuhre Salz feierlich aus der Stadt gefahren. Sülze gewann in dieser Zeit als Sol- und Moorbad jedoch weiter an Bedeutung.

### Neuere Geschichte
1927 wurde die Stadt als Kurort anerkannt und durfte sich Bad Sülze nennen. 1944 wurde das letzte Gradierwerk durch einen Blitzschlag stark beschädigt. Schließlich wurde es 1970 abgerissen.
Die Kernstadt mit den Gebieten westlich der Recknitz war bis 1952 Teil des Landkreises Rostock im Land Mecklenburg, die Stadtgebiete östlich der Recknitz waren Teil des Landkreises Franzburg-Barth (bis 1946 in der preußischen Provinz Pommern). Die Stadt gehörte danach bis 1994 zum Kreis Ribnitz-Damgarten (bis 1990 im DDR-Bezirk Rostock, dann im Land Mecklenburg-Vorpommern). Von 1994 bis zur Kreisgebietsreform 2011 lag Bad Sülze im Landkreis Nordvorpommern, seitdem im Landkreis Vorpommern-Rügen.
Die Innenstadt und das Rathaus wurden im Rahmen der Städtebauförderung seit 1991 grundlegend saniert.
1993 wurde die neue Median-Klinik eröffnet und die alte Kurklinik geschlossen. Geblieben ist der Kurpark, in dem im September das Dahlienfest der Stadt gefeiert wird. Mehrere hundert Dahlien sind in dieser Zeit im Kurpark zu sehen.

### Ortsteil Redderstorf
Redderstorf wurde um 1179 erwähnt, als Fürst Heinrich Borwin I. von Mecklenburg den Heinrich von Bützow mit Teilen von Marlow und neun dazugehörenden Dörfern belehnte. 1326 verlieh Fürst Heinrich II. von Mecklenburg der Stadt Sülze den Besitz des Dorfes Redderstorf. 1360 kam der Ort als Pfand an die Familien von Dewitz und von der Lühe und 1371 zum Domkapitel zu Schwerin. 1450 wurde das Gut Lehen bzw. Besitz u. a. der Familien von der Lühe (mit Unterbrechungen bis 1881), von Pflugk (bis 1909) und Borck. Nach 1945 wurde das Gut entschädigungslos enteignet und aufgesiedelt. Der Ort wurde am 1. Juli 1950 nach Bad Sülze eingemeindet. Heute ist der land- und forstwirtschaftliche Großbetrieb Gut Redderstorf in Privateigentum.

## Bevölkerung
| Jahr | Einwohner |
| ---- | --------- |
| 1990 | 2719      |
| 1995 | 2392      |
| 2000 | 2111      |
| 2005 | 1872      |
| 2010 | 1689      |
| 2015 | 1738      |

| Jahr | Einwohner |
| ---- | --------- |
| 2020 | 1731      |
| 2021 | 1758      |
| 2022 | 1796      |
| 2023 | 1764      |

Stand: 31. Dezember des jeweiligen Jahres

## Politik

### Stadtvertretung
Die Stadtvertretung von Bad Sülze besteht aus 12 Mitgliedern. Die Kommunalwahl am 9. Juni 2024 führte bei einer Wahlbeteiligung von 57,8 % zu folgendem Ergebnis:
| Partei / Wählergruppe                                | Stimmenanteil 2019 | Sitze 2019 |  | Stimmenanteil 2024 | Sitze 2024 |
| ---------------------------------------------------- | ------------------ | ---------- |  | ------------------ | ---------- |
| Sülzer Bündnis                                       | –                  | –          |  | 87,3 %             | 10         |
| AfD                                                  | –                  | –          |  | 12,7 %             | 01         |
| Bürger für Bad Sülze                                 | 53,5 %             | 6          |  | –                  | –          |
| Bündnis „Tosamen för Sült - Gemeinsam für Bad Sülze“ | 39,3 %             | 5          |  | –                  | –          |
| Einzelbewerber Ludwig Kaeding                        | 04,9 %             | 1          |  | –                  | –          |
| Einzelbewerber Uwe Mohnke                            | 02,2 %             | –          |  | –                  | –          |
| Insgesamt                                            | 100 %              | 12         |  | 100 %              | 11         |

Bei der Wahl 2024 entfielen auf die AfD zwei Sitze. Da sie nur einen Kandidaten aufgestellt hatte, bleibt in der Stadtvertretung ein Sitz unbesetzt.

### Bürgermeister
- seit 2000: Doris Schmutzer (Bürger für Bad Sülze)[9]

Schmutzer wurde in der Bürgermeisterwahl am 26. Mai 2019 ohne Gegenkandidaten mit 78,5 % der gültigen Stimmen erneut gewählt. Sie wurde am 9. Juni 2024 wiederum ohne Gegenkandidat mit 78,1 % der gültigen Stimmen in ihrem Amt bestätigt. Ihre Amtsdauer beträgt fünf Jahre.

### Wappen
Das Wappen wurde am 10. April 1858 von Friedrich Franz II., Großherzog von Mecklenburg-Schwerin, festgelegt und am 1. Oktober 1943 vom Reichsstatthalter in Mecklenburg bestätigt. Es wurde unter der Nr. 128 der Wappenrolle von Mecklenburg-Vorpommern registriert. Das Wappen wurde 1943 von dem Berliner Prof. Hans Schweitzer neu gezeichnet.
Blasonierung: „In Gold über einem blau-silbernen Wellenschildfuß ein heraussehender schwarzer Stierkopf mit silbernen Hörnern, goldener Krone und geschlossenem Maul, beiderseits begleitet von je einer grünen Salzaster.“

### Städtepartnerschaften
- Pyrzyce (Pyritz) in Polen

## Sehenswürdigkeiten und Kultur

### Bauten
→ Siehe auch Liste der Baudenkmale in Bad Sülze

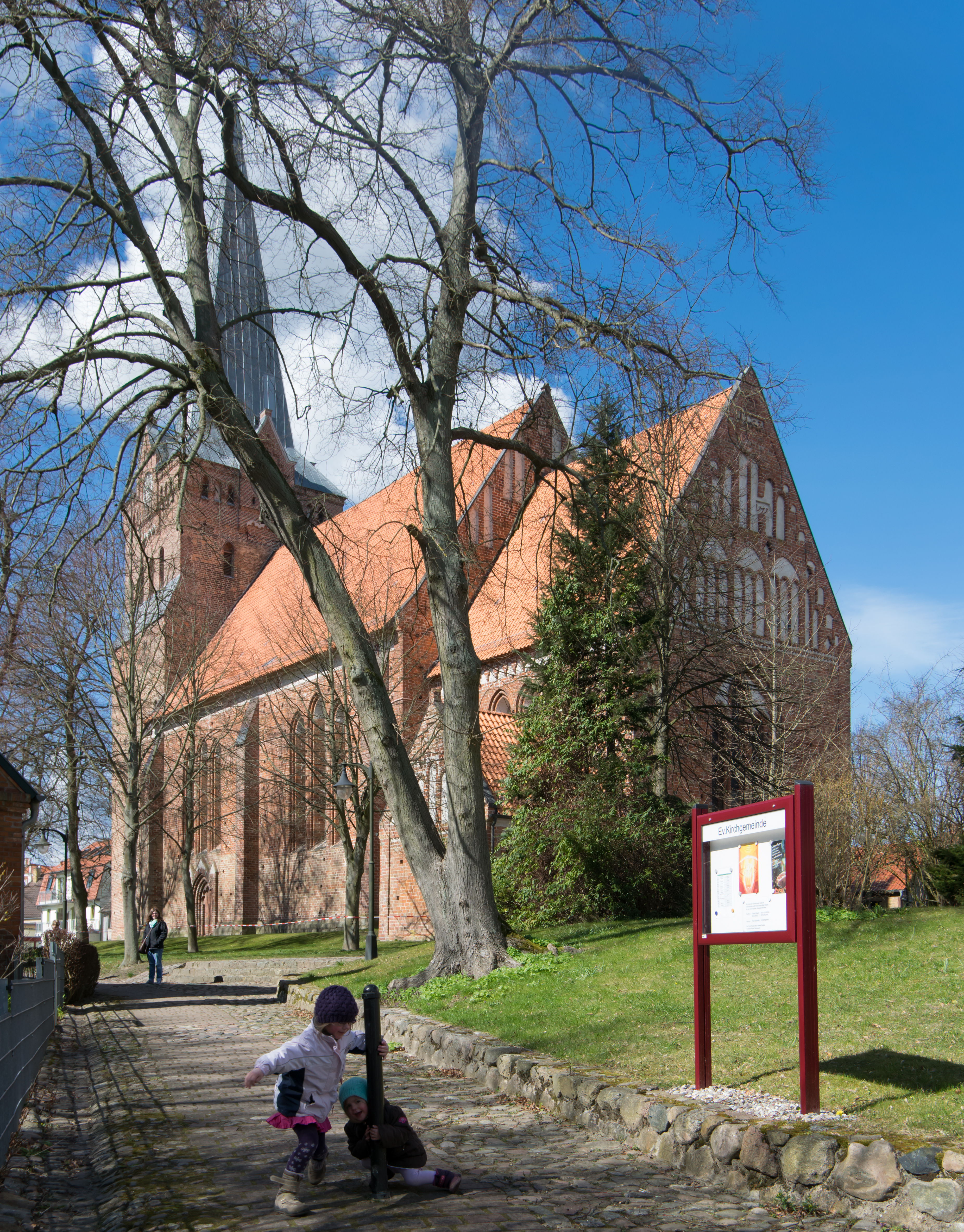
Stadtkirche

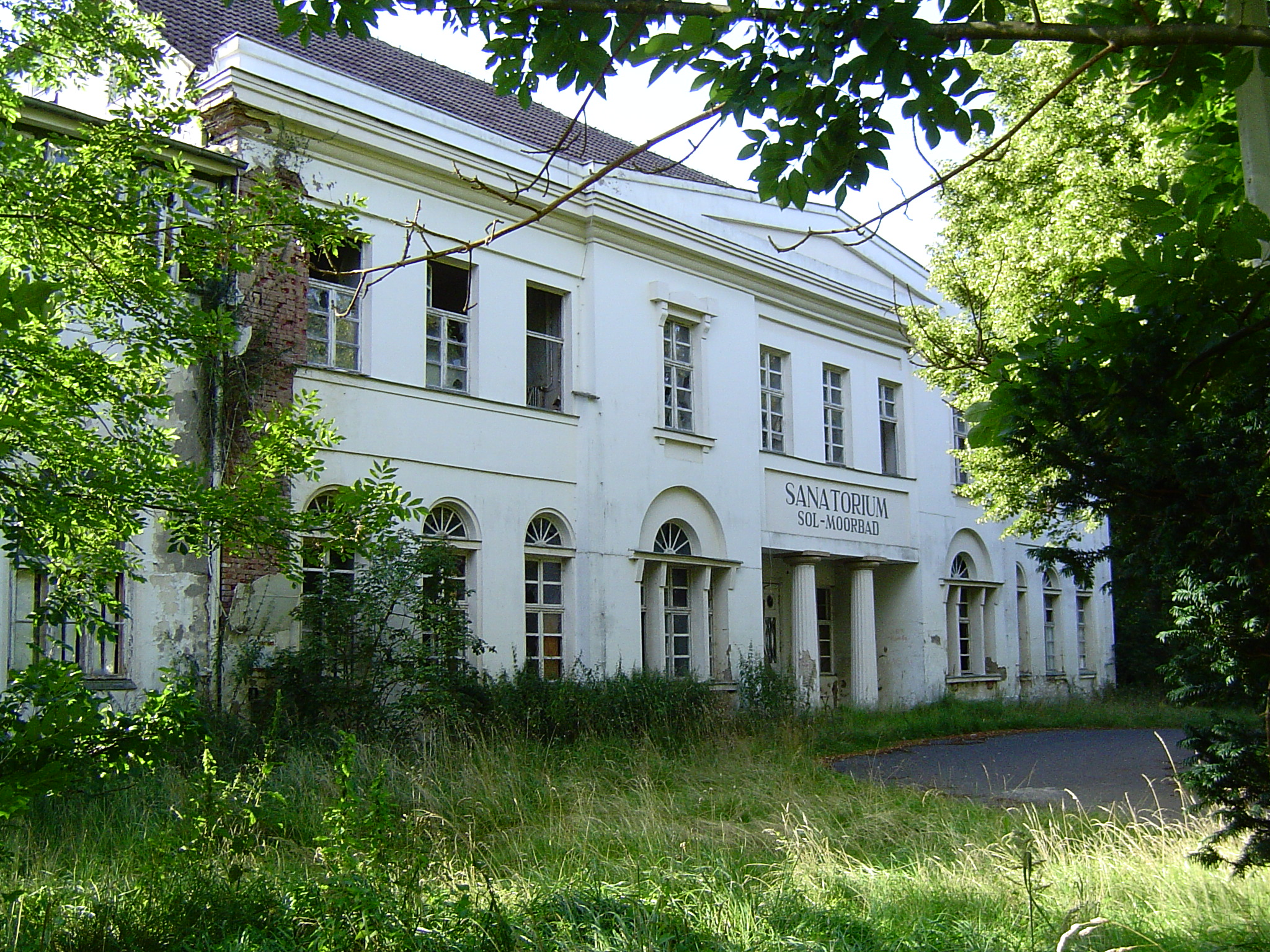
Ehemaliges Kurhaus

- Stadtkirche Bad Sülze, gotische Backsteinkirche, stammt aus der Mitte des 13. Jahrhunderts. Sie hat ein Längsschiff mit zwei quadratischen Jochen mit einem spätgotischen Sterngewölbe und einen Chor. Der Westturm ist wohl im 15. Jahrhundert entstanden. Der Turmhelm wurde nach einem Brand von 1770 erst 1892 mit einer neuen Spitze versehen. Im Inneren stammt der Altar von Gaston Lenthe aus dem 19. Jahrhundert, die Kanzel von 1770, der Orgelprospekt von 1772 und der Kalksandstein-Taufstein aus dem 13. Jahrhundert.

- Rathaus am Markt, zweigeschossiger Putzbau aus der Mitte des 19. Jahrhunderts
- Kurhaus von 1824, verputzter Fachwerkbau in den klassizistischen Formen der Berliner Bauschule* Ehemaliges Altes Salzamt von 1739, zweigeschossiges Fachwerkhaus, das ab 1995 saniert wurde und seitdem das Salzmuseum beherbergt
- Alter Speicher in der Salinenstraße, um 1997 saniert
- Mühle
- Völkerschlachtdenkmal, 1913 errichteter quadratischer Pavillon
- Salinenreste im Kurpark

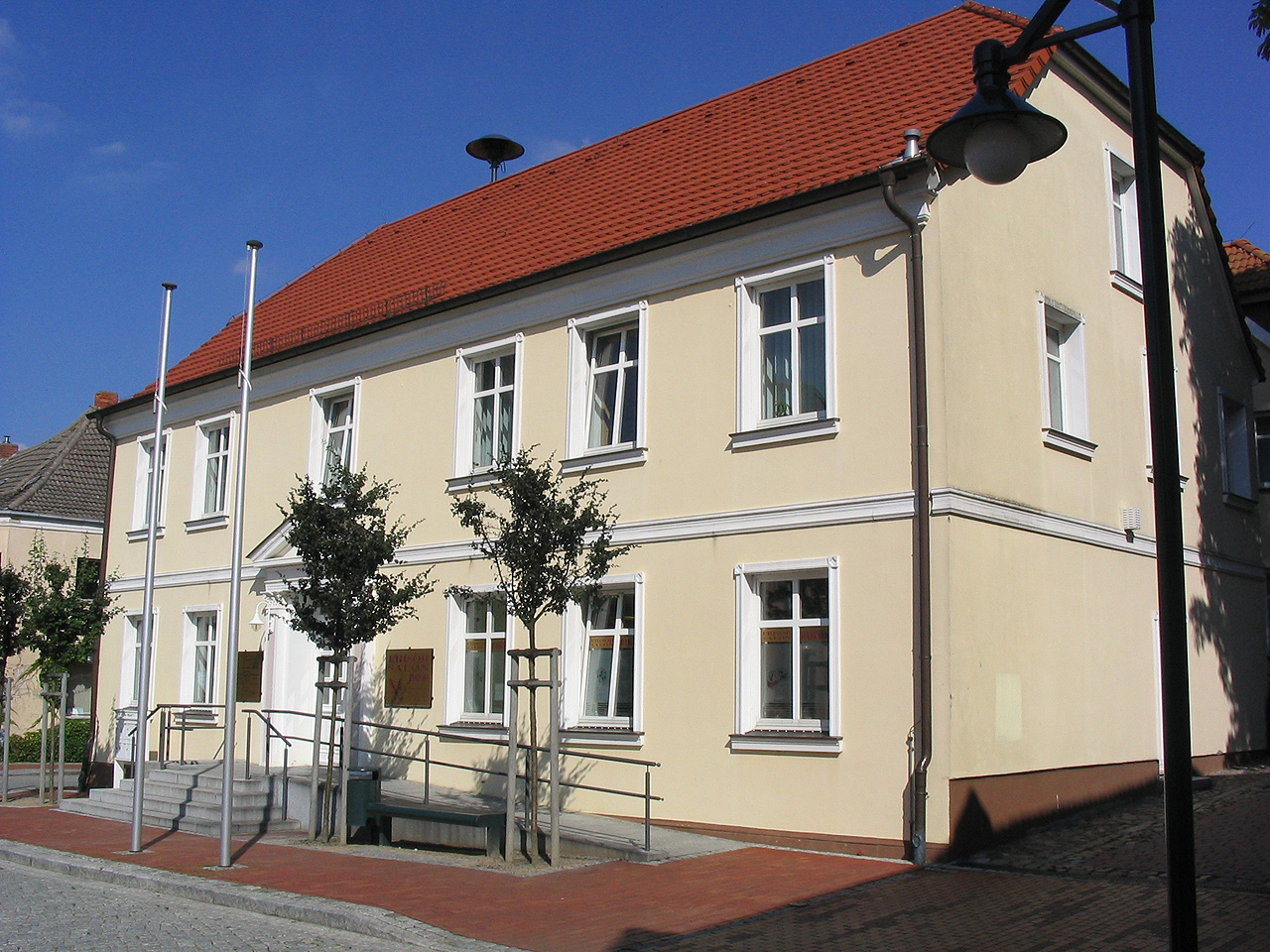
Rathaus
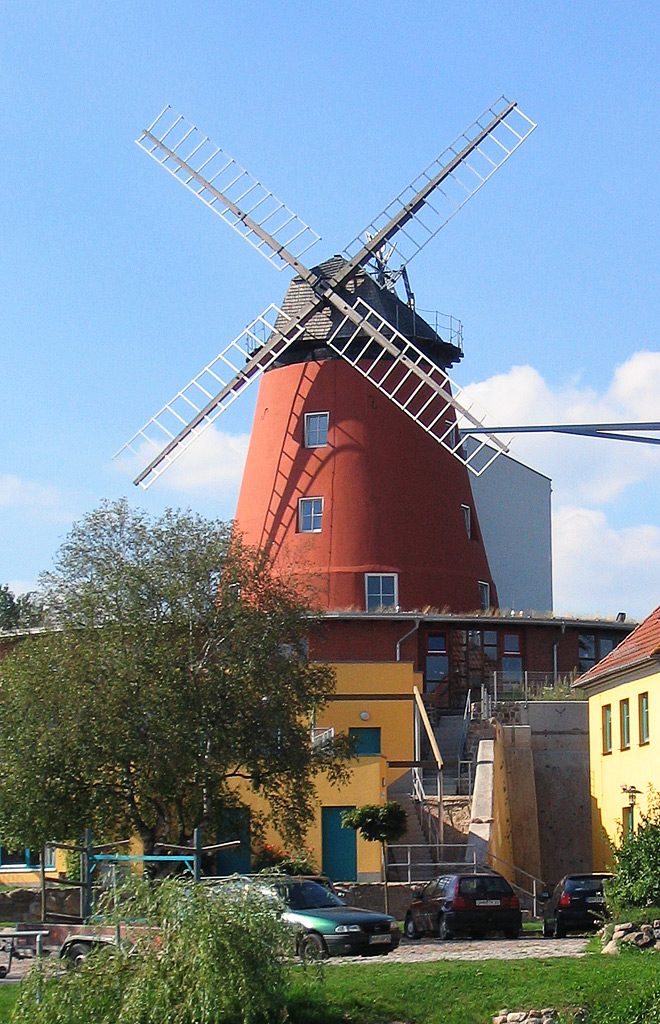
Mühle
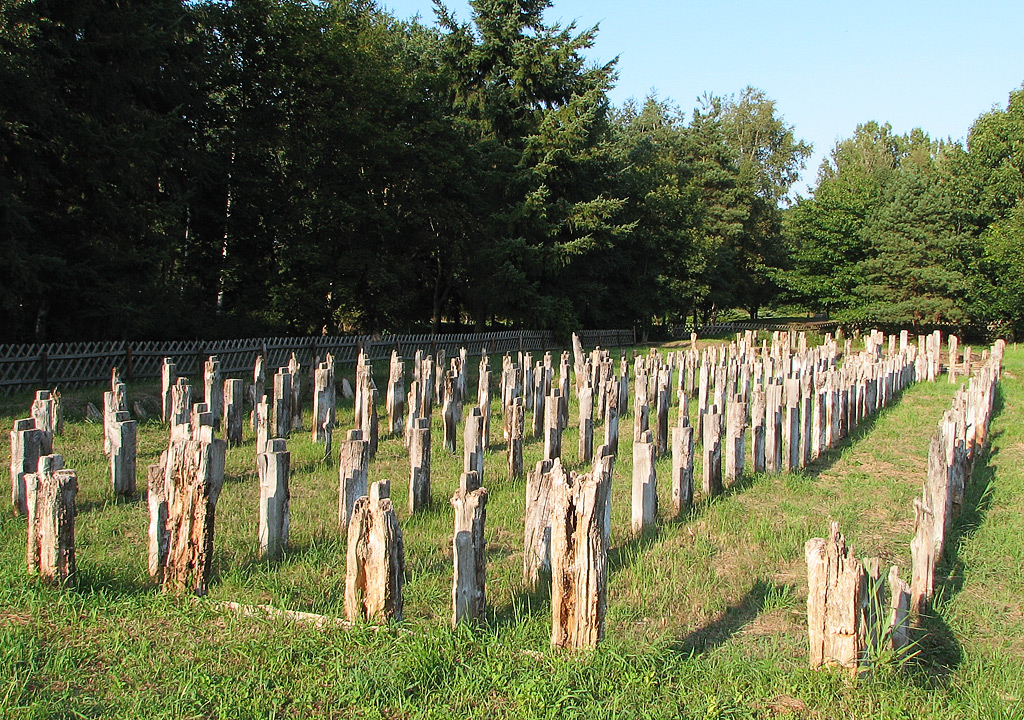
Salinenreste im Kurpark

### Gedenkorte
- Gedenkstein aus dem Jahre 1947 von Heinrich Weirer auf dem Hohen Wall für das 29-jährige KPD-Mitglied Willi Braun, das 1931 von einem SA-Mann ermordet wurde
- Gedenktafel am Geburtshaus von Willi Braun, Kellerstraße 7
- Willi-Braun-Ehrenhain im Rosengarten vor einem Verwaltungsgebäude, in dem zu DDR-Zeiten eine Schule mit seinem Namen existierte, mit Gedenkstele und Porträtrelief Willi Brauns von Günther Köhn
- Grabstein auf dem Grab von Willi Braun auf dem Friedhof mit Gedenkinschrift

### Regelmäßige Veranstaltungen
Jährlich im September findet seit 1981 in Bad Sülze das Dahlienfest statt. Im Kurpark sind von Juli bis September über 3.500 Dahlien in über 150 Sorten zu sehen.
Als 1980 Gärtnermeister Joachim Clasen vom Kurhaus angestellt wurde, rekultivierte er innerhalb weniger Monate große Teile des Kurparks und vermehrte Dahlien in einem Gewächshaus. Ein Jahr später blühten diese bereits tausendfach im Park.

## Wirtschaft und Infrastruktur

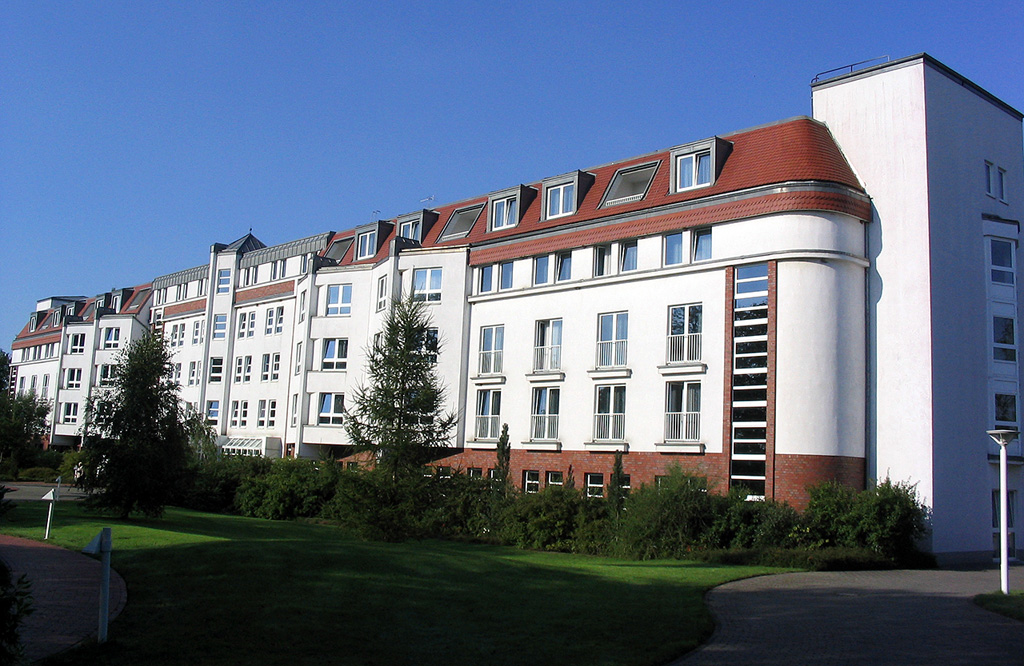
Median Klinik (2004)

### Wirtschaft
Die Median Klinik Bad Sülze unterhält den Kurbetrieb. Die Stadt ist Standort der Flugabwehrraketengruppe 24 (FlaRakGrp 24), einer der drei Patriot-Gruppen des Flugabwehrraketengeschwaders 1 (FlaRakG 1) der Bundeswehr.
In der Stadt gibt es einige mittelständische Unternehmen. Das Umland ist eher landwirtschaftlich (durch Marktfruchtbetriebe, Kartoffelzuchtbetriebe und Schafzucht) geprägt.

### Verkehr
Bad Sülze liegt an den Landesstraßen L 19 von Sanitz nach Grimmen und L 23 zwischen Barth und Gnoien. Die nächstgelegenen Autobahnanschlussstellen sind Bad Sülze und Tribsees an der A 20 (Rostock–Neubrandenburg).
Bad Sülze hat keinen Eisenbahnanschluss. Der Bahnhof Bad Sülze lag an der Bahnstrecke Rostock–Tribsees. Die Strecke wurde nach dem Zweiten Weltkrieg als Reparationsleistung an die Sowjetunion abgebaut. Das ehemalige Bahnhofsgebäude und der Bahndamm sind noch gut erhalten.
Die nächstgelegenen Bahnhöfe sind Sanitz (b Rostock) und Tessin an der Bahnstrecke Rostock–Tessin. Sie werden von der Regionalbahnlinie RB 11 (Wismar–Rostock–Tessin) bedient.

### Bildung
Bad Sülze verfügt über eine Grundschule und zwei Kindertagesstätten, eine davon mit angeschlossenem Hort.

## Persönlichkeiten

### Söhne und Töchter der Stadt
- Christian Joachim Friedrich Barkow (1755–1836), Theologe
- August Ludwig Koch (1791–1866), Bürgermeister der Stadt
- Friedrich Koch (1817–1894), Baubeamter und Naturforscher
- Hermann Cordua (1852–1905), Chirurg
- Otto Elfeldt (1895–1982), Generalleutnant der Wehrmacht
- Willi Braun (1902–1931), Abgeordneter der Stadtverordnetenversammlung (KPD)[13]
- Georg Kieckebusch (1908–1989), Schuhmacher, SA-Mitglied, Bürgermeister von Neubukow
- Christian-Wilhelm Rowoldt (1915–2007), Politiker (NDPD)

### Mit Bad Sülze verbundene Persönlichkeiten
- Johannes Krabbe (1839–1901), Gründer der Kinderheilanstalt Bethesda
- Helmuth Borck (1863–1933), Besitzer des Gutes Redderstorf
- Walter Kempowski (1929–2007), Schriftsteller, schildert Kindertage im Lehrerhaus in Bad Sülze („Bad Wursten“); Schöne Aussicht, 3. Teil.

### Bürgermeister zwischen 1814 und 1918
- 1814–1826: August Ludwig Koch (1791–1866)
- 1827–1841: Ludwig Theodor Bühring
- 1841–1859: Friedrich Liss (1795–1878)
- 1859–1863: Karl August C. H. Philipp Zickermann (1827–1863)
- 1864–1872: Karl Heinrich Hall (1834–1872)
- 1872–1876: Karl Heydemann (1845–1904)
- 1876–1879: Wilhelm Helmut Christian Franz Adolf Rosenow
- 1879: Karl Johann Friedrich Müller (kommissarisch)
- 1880–1881: August Heinrich Ludwig Möller
- 1881–1885: Heinrich Friedrich Ludwig Rudolf Schmidt
- 1886–1889: Rudolf Beyer (1852–1926)
- 1889–1895: Friedrich Zelck (1860–1945)
- 1895–1918: Heinrich Vorbeck